# Роландас Казлас
Роландас Казлас (лит. Rolandas Kazlas; нар. 11 травня 1969, Молетай, Литва) — литовський актор театру і кіно, а також театральний режисер.

## Життєпис
У 1987 році закінчив середню школу міста Молетай. У 1991 році закінчив Литовську академію музики і театру . З 1993 по 2007 рік був актором Державного молодіжного театру Литви. В даний час актор і режисер Національного драматичного театру Литви. Роландас Казлас — актор комік. Має ряд нагород за театральні роботи. Наприклад, такі, як «Золотий сценічний хрест», «Фортуна» та інші.

## Фільмографія
| рік  | Назва                                        | персонаж        |
| ---- | -------------------------------------------- | --------------- |
| 1989 | Прости нас, Господи!                         | Юке             |
| 1990 | Діти з готелю «Америка»                      | Соферіс         |
| 1992 | Джаз                                         | Лукас           |
| 1995 | Я не знаю, хто я                             | Віталіюс        |
| 1996 | Спокуса                                      | Пукас           |
| 2001 | Незвичайні пригоди Тучкуса і його начальника |                 |
| 2004 | У повній самоті                              | Варкала-Жалюкас |
| 2008 | Балкон                                       | Тато Емілії     |